# Гирбеу-Дежулуй
Гирбеу-Дежулуй (рум. Gârbău Dejului) — село у повіті Клуж в Румунії. Входить до складу комуни Кешею.
Село розташоване на відстані 354 км на північний захід від Бухареста, 56 км на північний схід від Клуж-Напоки.

## Населення
За даними перепису населення 2002 року у селі проживали 300 осіб, з них 298 осіб (99,3%) румунів. Рідною мовою 298 осіб (99,3%) назвали румунську.